# 全国短期大学一覧
『全国短期大学一覧』（ぜんこくたんきだいがくいちらん）は、短期大学に関する資料・出版物の名称の一つである。本項では、旧名称である『短期大学一覧』を含めて説明する。

## 概要
短期大学制度が発足した年度からほぼ毎年、文部省（現在の文部科学省）により『短期大学一覧』という名称で発行されていた。1980年度より本記事の名称に変更されている。1985年度で発行が終了している。
その年度において存在していた各短期大学の名称が、国立・公立・私立の項目順に大別され、各項目ごとに各都道府県かつ五十音順に記載されている。そのため、当時存在していた短大について調べるのに貴重な手掛かりとなる。内容としては、『全国短期大学高等専門学校一覧』と類似しており、各短期大学の設置学科・専攻課程の入学定員人数、学長名などが記されている。比較的新しい『全国短期大学高等専門学校一覧』に対して、廃止になっている短大の概要が分り難い場合が多い。
1950年度における同書は、活字ではなく直筆で書かれている。1951年度からは活字で書かれている。また、年度によって編集者名が若干異なっている。

## 所蔵先
国立国会図書館や国立教育政策研究所など日本における大規模図書館にて所蔵されていることが多い。東京大学大学院教育学研究科・教育学部図書館やお茶の水女子大学などに所蔵されているケースもある。発行年が古いものとなると、資料が劣化していることもあり複写ができない場合もある。

## 関連書物
- 『全国学校総覧』
- 『教員養成課程認定大学短期大学一覧』
- 『全国短期大学高等専門学校一覧』